# Lepidopilum inflexum
Lepidopilum inflexum är en bladmossart som beskrevs av Mitten 1869. Lepidopilum inflexum ingår i släktet Lepidopilum och familjen Daltoniaceae. Inga underarter finns listade i Catalogue of Life.